# Liutswind
Liutswind, chiamata anche Liutwind, Liutswinda, (... – prima dell'891) fu la madre dell'imperatore Arnolfo di Carinzia, avuto da Carlomanno di Baviera intorno all'850.

## Biografia
È conosciuta solo perché il 9 marzo 891 Arnolfo donò l'Hof di Erding, che Liutswind aveva in feudo, alla diocesi di Salisburgo, e nel documento è menzionata per nome. È improbabile che Liutswind abbia ricevuto questo possedimento prima della morte del padre di Carlomanno, Ludovico il Germanico, nell'876. Liutswind aveva come luogo di residenza nella vedovanza a Moosburg an der Isar, ed essa traeva il proprio sostentamento attraverso le proprietà della zona circostante e con l'abbazia di Moosburg.

## Origini
Le origini di Liutswind non è stata delineata, ed essa è oggetto di disputa accademica. Nel documento di Arnolfo, essa è chiamata nobilissima femina, e per questo, secondo Schieffer, «l'ha aiutata ad essere ipoteticamente classificata come una Luitpoldingia nella ricerca moderna, ma in ogni caso denota un'origine che era del tutto appropriata allo status di sposa di un principe carolingio». Va però notato che questa presunta appartenenza a questo Sippe si regge solo dalla radice del nome Liut-, tipico dei Leitnamen Luitpoldingi, e dall'alta considerazione con cui l'imperatore Arnolfo trattò la famiglia Liutpoldingi. In alternativa, potrebbe essere stata la stessa donna che Carlomanno poi aveva sposato, ossia la figlia del conte nel Nordgau Ernesto I, ma il figlio che gli diede venne ritenuto illegittimo, probabilmente allo scopo d'indebolire le sue pretese dinastiche.